# Coccoloba masonii
Coccoloba masonii là một loài thực vật có hoa trong họ Rau răm. Loài này được Lundell mô tả khoa học đầu tiên năm 1939.